# Dizzy Dishes
Série Talkartoons
Pour plus de détails, voir Fiche technique et Distribution.
Dizzy Dishes est le septième court-métrage de la série américaine Talkartoons (en). Il est créé par les studios Fleischer et diffusé pour la première fois le 9 août 1930.

## Synopsis
Le chien Bimbo dans le rôle principal est à la fois serveur et chef cuisinier. Débordé par un nombre de clients impatients qui lui passent tous commande en même temps (dont un gorille qui a commandé un poulet rôti), il tombe amoureux de la danseuse de cabaret qui n'est autre que Betty Boop (dont c'est la première apparition), qui a alors l'allure d'une chienne anthropomorphe avec de longues oreilles et une truffe.

## Fiche technique
Produit par Max Fleischer et réalisé par Dave Fleisher, il est animé par les légendaires animateurs Grim Natwick et Ted Sears.